# Арцене
А̀рцене (на италиански: Arzene; на фриулски: Dàrzin, Дарцин) е село в Северна Италия, община Валвазоне Арцене, провинция Порденоне, автономен регион Фриули-Венеция Джулия. Разположено е на 60 m надморска височина. Населението на общината е 1808 души (към 2010 г.).